# Після полювання
«Після полювання» (англ. After the Hunt) — майбутній англомовний трилер, знятий Лукою Гуаданьїно за сценарієм Нори Гаррет. У ролях: Джулія Робертс, Ендрю Гарфілд, Айо Едебірі, Майкл Стулбарг і Хлоя Севіньї.

## Синопсис
Професорка коледжу змушена розібратися з власним таємним минулим після того, як одному з її колег висувають серйозні звинувачення.

## Акторський склад
| Актор          | Роль            |
| -------------- | --------------- |
| Джулія Робертс | Альма Олссон    |
| Ендрю Гарфілд  | Генрік Гібсон   |
| Айо Едебірі    | Меґґі Прайс     |
| Майкл Стулбарг | Фредерік Олссон |
| Хлоя Севіньї   |                 |
| Таддеа Грем    |                 |

## Виробництво
У березні 2024 року було оголошено, що Джулія Робертс зіграє головну роль, а режисером стане Лука Гуаданьїно. У травні до акторського складу приєдналися Ендрю Гарфілд і Айо Едебірі. У червні до акторського складу долучилися Майкл Стулбарг і Хлоя Севіньї.
Основні зйомки розпочалися 6 липня 2024 року в Лондоні та Кембриджському університеті. Того ж місяця до акторського складу фільму приєдналися Ліо Мехіел, Тадді Грем, Вілл Прайс, Крістін Дай і Берджесс Берд. Зйомки завершилися 16 серпня та тривали 6 тижнів.